# هال بامبيرغر
هال بامبيرغر (بالإنجليزية: Hal Bamberger)‏ هو لاعب كرة قاعدة أمريكي، ولد في 29 أكتوبر 1924 في لبنان في الولايات المتحدة، وتوفي في 14 نوفمبر 2010 في ريدينغ في الولايات المتحدة بسبب مرض.